# Nochevieja Universitaria

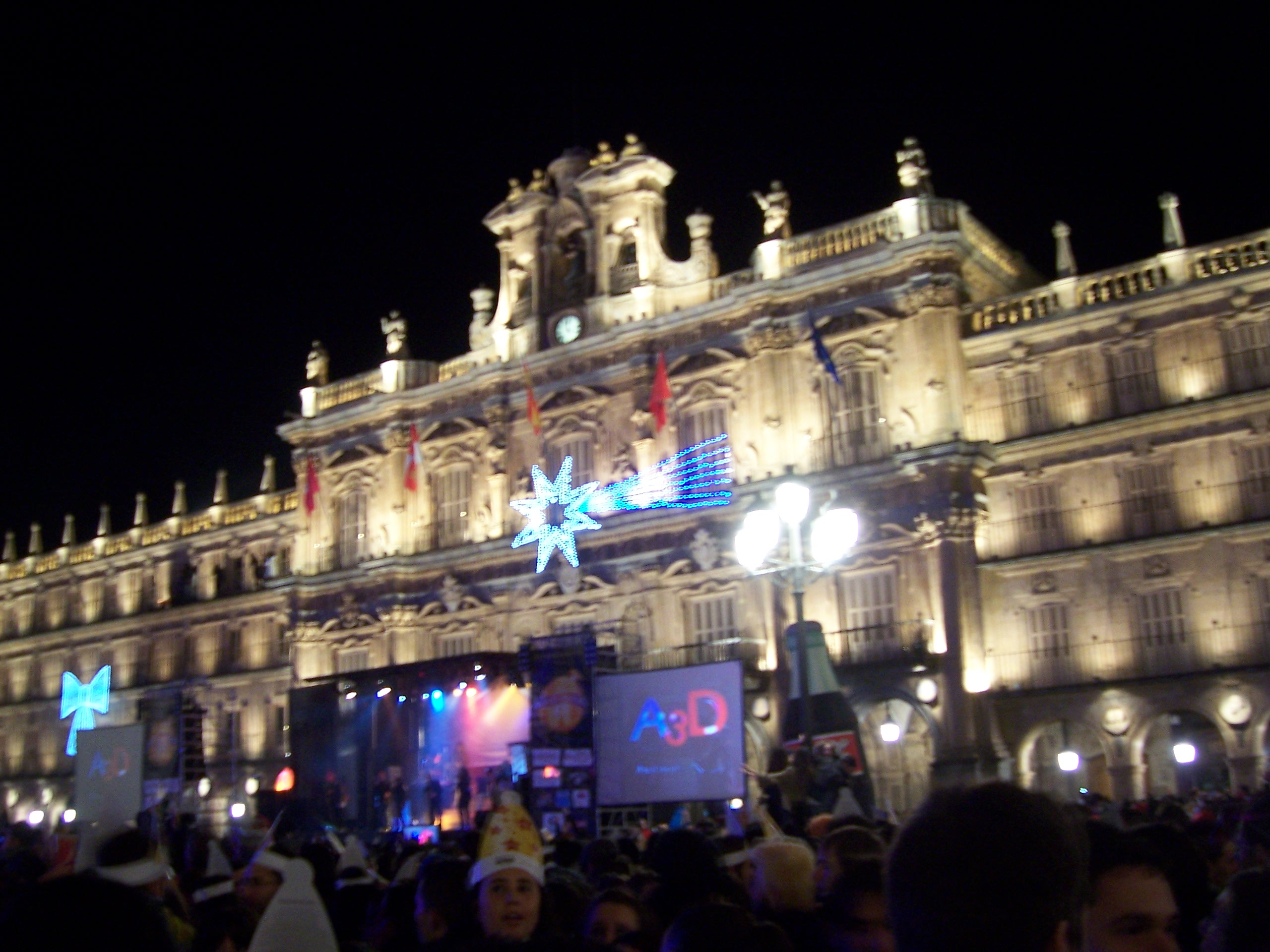
Celebración de la Nochevieja Universitaria en la Plaza Mayor.

La Nochevieja Universitaria  también conocida como Cotillón Salamanca, es un evento que se celebra en la ciudad de Salamanca, Castilla y León, España cada año desde el 2005 en la que se reunían unos cientos universitarios. La celebración tiene lugar siempre el penúltimo jueves lectivo del mes de diciembre, coincidiendo con la noche por excelencia de la fiesta universitaria en Salamanca. El lugar elegido para el evento es la Plaza mayor de la ciudad, donde a las 12 de la noche se concentra la multitud para tomar 12 gominolas, en vez de las tradicionales uvas de la suerte.Esta costumbre se ha convertido también en una parte fundamental de la tradición. Tanto es así que incluso la marca de chucherías “Roypas” ha creado una bolsita de gominolas pensada para esta ocasión, que cuenta con 12 gominolas con forma y sabor a uva.
Actualmente la Nochevieja Universitaria la gestiona la asociación de Hostelería de Salamanca que organiza un breve concierto con duración de 23:00 a 00:00 h y paralelamente se realiza el Mega Cotillón Salamanca en el Multiusos Sánchez Paraíso de 00:00 a 6:00 h.

## Historia
La Nochevieja Universitaria surgió de manera espontánea en 1999 cuando un grupo de estudiantes universitarios de Salamanca decidió reunirse en la Plaza Mayor para celebrar una peculiar Nochevieja en compañía de sus compañeros de clase, de piso, etc, dos semanas antes de la verdadera celebración. El objetivo era poder compartir con ellos esa noche, ya que al terminar las clases cada uno volvería a su ciudad de origen a pasar las Navidades.
Con los años esta costumbre se ha consolidado como una verdadera tradición en la que han llegado a participar, en su séptima y última edición, más de 35000 personas.
Según testimonios de estudiantes que participaron en la primera y segunda Nochevieja universitaria, esta es heredera y compartía espíritu con otra festividad que acabó por prohibirse: la champanada de Navidad de la Facultad de Periodismo. Fue un grupo de 10 o 12 estudiantes del turno de tarde del primer curso en la Facultad de Comunicación (Promoción 99-03), quienes decidieron en 1999 unirse con los amigos bajo el reloj de la Plaza Mayor para brindar a medianoche con champán antes de volver a sus casas (Badajoz, Asturias, Valladolid, Bilbao, Ávila, etc) por Navidad. Las 12 uvas las cambiaron por gominolas (lo único que tenían con ellos aparte de las botellas). El siguiente año, además de los 10 o 12 pioneros se unieron más grupos de amigos. Año a año se fue corriendo la voz y muchos más grupos de estudiantes se unieron a dicha celebración hasta convertirla en la fiesta multitudinaria que es hoy.
Desde 2005, el evento está regulado y se toma por tanto este año como inicio oficial de la Nochevieja Universitaria.

## Ediciones oficiales
I Nochevieja Universitaria: 15 al 16 de diciembre de 2005
II Nochevieja Universitaria: 14 al 15 de diciembre de 2006
III Nochevieja Universitaria: 13 al 14 de diciembre de 2007
IV Nochevieja Universitaria: 11 al 12 de diciembre de 2008
V Nochevieja Universitaria: 10 al 11 de diciembre de 2009 (se celebró excepcionalmente en Zamora)
VI Nochevieja Universitaria: 16 al 17 de diciembre de 2010
VII Nochevieja Universitaria: 15 al 16 de diciembre de 2011
VIII Nochevieja Universitaria: 13 al 14 de diciembre de 2012
IX Nochevieja Universitaria: 12 al 13 de diciembre de 2013
X Nochevieja Universitaria: 11 al 12 de diciembre de 2014
XI Nochevieja Universitaria: 10 al 11 de diciembre de 2015
XII Nochevieja Universitaria: 15 al 16 de diciembre de 2016
XIII Nochevieja Universitaria: 14 al 15 de diciembre de 2017
XIV Nochevieja Universitaria: 13 al 14 de diciembre de 2018
XV Nochevieja Universitaria: 12 al 13 de diciembre de 2019
XVI Nochevieja Universitaria: 10 al 11 de diciembre de 2020
XVII Nochevieja Universitaria: 16 al 17 de diciembre de 2021
XVIII Nochevieja Universitaria: 15 al 16 de diciembre de 2022
XIX Nochevieja Universitaria: 14 al 15 de diciembre de 2023
XX Nochevieja Universitaria: 12 al 13 de diciembre de 2024

## Organización
La organización de la fiesta está en manos de Xperience, una empresa de organización y coordinación de eventos sociales. Aunque cuenta también con la colaboración de más de 30 grupos universitarios, incluso de fuera de la Universidad de Salamanca. También cuenta con el apoyo del ayuntamiento de la ciudad, que ayuda a gestionar aspectos como los de la seguridad y la limpieza, añadiendo un número extra de efectivos policiales y equipos de limpieza para mantener el orden y el control en la Plaza Mayor de Salamanca y sus alrededores.
El evento cuenta también con el patrocinio de multitud de marcas comerciales, que reparten por la ciudad gorros de fiesta o bolsas de cotillón. Sin embargo el eje central de la Nochevieja Universitaria gira en torno a los establecimientos de hostelería asociados al evento, que en la última edición del año 2011 llegaba a un número de 67 locales. La empresa gestora del acto organiza, junto a los hosteleros de la ciudad, una ruta por las discotecas salmantinas a través una serie de bonos de consumición que permiten a los participantes del evento, previo pago de dichos bonos, acudir a los locales de la ciudad a celebrar hasta la madrugada esta festividad.La cobertura informativa del festejo ha ido aumentando de año en año, y en la actualidad todos los medios importantes están presentes en Salamanca. Incluso la televisión regional de Castilla y León ha retransmitido los últimos años las doce campanadas en directo desde su cadena.